# المسيحية والأديان الأخرى

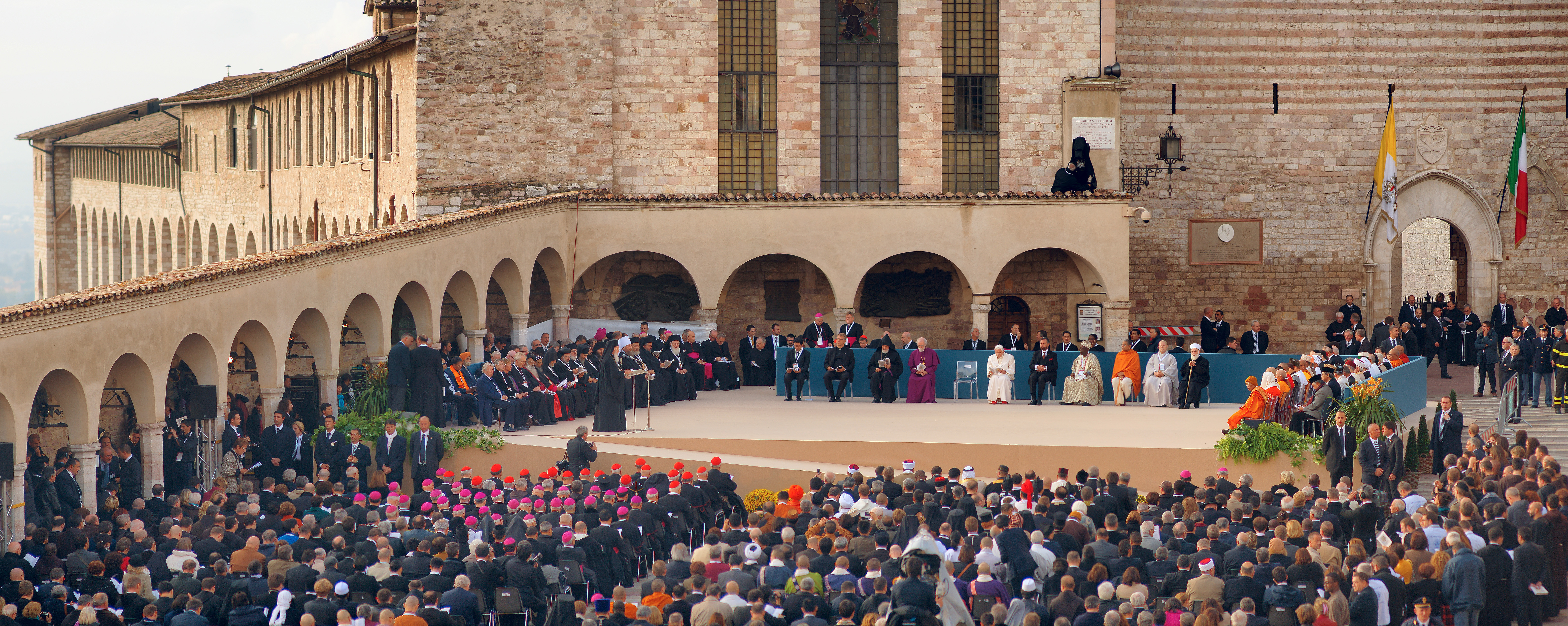
اليوم العالمي الرابع للصلاة من أجل السلام، أسيزي بإيطاليا.

نظرة المسيحية إلى الأديان الأخرى توثق علاقة المسيحية والديانات الأخرى، وتتضمن أوجه الاختلافات والتشابهات. طوال التاريخ المسيحيّ قام المسيحيون في التواصل والتعامل مع الأديان الأخرى في أشكال مختلفة، وتشكلَّت بحسب الثقافة والعصر الذي عاشوا فيه.

## المسيحية واليهودية
العلاقة بين الديانة اليهودية والمسيحية معقدة ومتشعبة، فالمسيحية نشأت وأخذت مفاهيمها الأولية من بيئة يهودية صرفة؛ أما عن العلاقة الإنسانية بين الطرفين فقد اتسمت بالتقلب: بدأت مع اضطهاد اليهود للمسيحيين منذ أيام يسوع،يوحنا 22/9] ودورهم في صلبه،لوقا 2/22] ثم يذكر سفر أعمال الرسل اضطهاد اليهود للمسيحيين،أعمال 1/8-3] ولاحقًا قام ذو نواس اليهودي بقتل مئات الألوف من المسيحيين في اليمن حسب بعض الباحثين، لكنه وبدءًا من القرن الرابع أخذت المسيحية باضطهاد اليهودية، فطرد اليهود أولاً من الإسكندرية وعاشوا خلال الإمبراطورية البيزنطية خارج المدن الكبرى، وفرض عليهم بدءًا من القرن الحادي عشر التخصص بمهن معينة؛ ثم صدر عام 1492 مرسوم طردهم من إسبانيا في حال عدم اعتناقهم المسيحية، الأمر الذي كان فاتحة طرد اليهود من أوروبا برمتها: فطردوا من فيينا سنة 1441 وبافاريا 1442 وبروجيا 1485 وميلانو 1489 ومن توسكانا 1494، وأخذوا يتجهون نحو بولندا وروسيا والإمبراطورية العثمانية، ورغم تحسن أوضاع اليهود مع استقلال هولندا الليبرالية وقيام الثورة الفرنسية إلا أن الحروب بين بولندا وأوكرانيا دمرت نحو ثلاثمائة تجمع يهودي وقتلت الكثير منهم في القرن السابع عشر، ورغم مبادئ الثورة الفرنسية لكن القرن الثامن عشر حمل الكثير من معاداة السامية لليهود، ولا يمكن تحميل السلطات المسيحية أو الكنيسة مسؤولية جميع هذه المجازر، بيد أنها تقع على عاتق الحكومات والدول المسيحية. منذ وقت مبكر من العصور الوسطى، حددت الكنيسة المسيحية موقفها الرسمي في التعامل مع اليهود من خلال البيان الرسمي حول اليهود (باللاتينيَّة:Constitution pro Judæis)؛ والذي نص على الالتزام بحماية اليهود، وعدم جواز اجبار اليهود على التحول للمسيحية قسرًا أو اكراهًا، كما وطالبت في البيان عموم المسيحيين بعدم مضايقة اليهود أو قتلهم أو سلب أموالهم أو تغيير عاداتهم. كما وتم فرض عقوبة الحرمان الكنسي في كثير من الحالات على المسيحيين الذين يقومون بمضايقة اليهود.

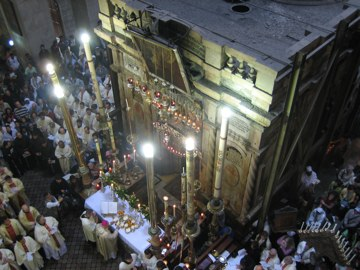
الاحتفالات داخل كنيسة القيامة بعيد الفصح قرب القبر المقدس في مدينة القدس، الذي كان مركز المسيحيين من أصل يهودي الأوائل.

أخذت العلاقة تتحسن بين اليهود والطوائف البروتستانتية في القرن التاسع عشر ومن ثم القرن العشرين وتوّج هذا التحسن بنشوء الصهيونية المسيحية في الولايات المتحدة الأمريكية ودعمهما لقيام إسرائيل لأسباب دينية؛ غير أن علاقات اليهود مع الكنيسة الكاثوليكية لم تتحسن حتى عهد البابا بولس السادس الذي برئ اليهود من تهمة لاحقتهم طويلاً وهي قتل يسوع صلبًا، وقد جاءت التبرئة استنادًا إلى إنجيل لوقا 48/23 وغيره من المواضع، وجاء المجمع الفاتيكاني الثاني ليؤكد ما ذهب إليه البابا وطالب بعلاقات طبيعية مع اليهود:
| المسيحية والأديان الأخرى                                                   | وإن تكن سلطات اليهود وأتباعها هي التي حرضت على قتل المسيح، لا يمكن مع ذلك أن يعزى ما اقترف أثناء آلامه إلى كل اليهود اللذين كانوا يعيشون آنذاك دونما تمييز ولا إلى يهود اليوم. إن المسيح بمحبته الفائقة قدّم ذاته طوعًا للآلام والموت بسبب خطايا جميع الناس لكي يحصلوا جميعًا على الخلاص، وهذا ما تمسكت به الكنيسة ولا تزال. | المسيحية والأديان الأخرى |
| — المجمع الفاتيكاني الثاني، بيان في علاقات الكنيسة مع الأديان غير المسيحية | |                          |

غير أن هذه الدعوات لن تدخل حيّز التطبيق إلا عقب عام 1993 إذ تمّ تبادل التمثيل الديبلوماسي بين الفاتيكان وإسرائيل، تلاها زيارة البابا يوحنا بولس الثاني إلى القدس سنة 2000؛ ورغم هذا التحسن فلا تزال بعض الخلافات قائمة في العلاقات بين الكنيسة الكاثوليكية وإسرائيل حول ملكية بعض المقدسات المسيحية، وبعض النصوص الطقسية التي تقرأ عادة في أسبوع الآلام تصف اليهود بأوصاف مشبوهة؛ أما في يخص الكنيسة الأرثوذكسية، فبينما تقف الكنيسة الأرثوذكسية في الشرق بشدة ضد أي تحسن في العلاقات مع اليهود، أخذت مواقف هذه الكنيسة في الغرب بالانفتاح.

## المسيحية والإسلام

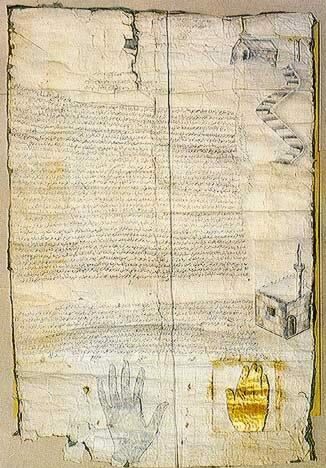
عهد الأمان أو ميثاق النبي محمد لدير سانت كاترين في سيناء، يعتقد أن أثر اليد يعود لنبي الإسلام محمد بن عبد الله شخصيًا.

يقيم القرآن نظامًا خاصًا لليهود والمسيحيين ويدعوهم أهل الكتاب، ويقر بوجودهم في المجتمع الإسلامي، ويثني عليهم في مواضع عدة، ويميز بشكل خاص المسيحيين، ويذكر صراحة أنهم الأكثر مودة للمسلمين.(10)
| مِنْ أَهْلِ الْكِتَابِ أُمَّةٌ قَائِمَةٌ يَتْلُونَ آيَاتِ اللَّهِ آنَاء اللَّيْلِ وَهُمْ يَسْجُدُونَ. يُؤْمِنُونَ بِاللَّهِ وَالْيَوْمِ الآخِرِ وَيَأْمُرُونَ بِالْمَعْرُوفِ وَيَنْهَوْنَ عَنِ الْمُنكَرِ وَيُسَارِعُونَ فِي الْخَيْرَاتِ وَأُولَئِكَ مِنَ الصَّالِحِينَ |
| —آل عمران، 113 |

يرى بعض الفقهاء أن المسيحيين الذين لم يؤدوا الجزية ولم يدخلوا مع المسلمين في عهد تشملهم آيات القتال في القرآن، بيد أن عددًا آخر يرى أن هذه الآيات تشير غالبًا إلى قبيلة قريش ولا يمكن إلا أن تربط بظرفيتها التاريخية؛ ويكرم القرآن أيضًا الإنجيل ويعتبره كتابًا سماويًا منزلاً ويسميه «الكتاب المنير» و «هدى ونور» ؛ والإيمان بكونه منزل من عند الله يدخل في الركن الثالث من أركان الإيمان في دين الإسلام، بيد أن المسلمين يعتقدون أن النسخة الحالية منه نسخة محرفة.
أما يسوع في القرآن يدعى عيسى تعريبًا لاسمه اليوناني إيسوس، ويسمه كذلك المسيح، ويلازم القرآن وصفه بابن مريم.؛ وهو نبي مؤتى بالبينات ومؤيد بالروح القدس، وبشرت الملائكة به مريم بكلمة من الله ويدعى وجيهًا في الدنيا والآخرة، وقد جاء بالحكمة، ويذكر القرآن أيضًا عددًا من أعمال يسوع ومعجزاته الواردة في الأناجيل، وأخرى مذكورة في الكتب الأبوكريفية، ويشدد القرآن على وصف المسيح بالبشرية، ويشبهه بآدم حيث خلقهما الله من تراب ثم نفخ فيهما من روحه، وتشير سورة الأنبياء 91 إلى عذرية مريم وحملها بأمر الله دون وجود ذكر، وتختم بالإعلان أن يسوع وأمه هما آية للعالمين؛ بيد أن القرآن يرفض ألوهية يسوع ويصفه بعبد الله، ويرفض وصفه بابن الله، كما ينكر صلبه أو مقتله،، والإيمان بالمسيح يدخل في الركن الرابع من أركان الإيمان في دين الإسلام، ويعد الإسلام من أنكر نبوة المسيح أو تنقصه أو شتمه كافرًا.
لقد سادت الألفة بين الإسلام والمسيحية زمنًا طويلاً، لكن الاضطهادات التي عانى منها المسيحيون خلال بعض مراحل الدولة العباسية والدولة الفاطمية أثرت سلبًا في هذه العلاقة، وكذلك الحروب الصليبية وقسوة المماليك في التعامل مع غير المسلمين. وفي العصور الحديثة احتلت الدول الكبرى المسيحية عددًا من الدول الإسلامية ما أدى إلى مزيد من التباعد؛ إلا أن حركات تقارب عديدة ظهرت خلال النصف الثاني للقرن العشرين وقد تكون مبادرة المجمع الفاتيكاني الثاني، واحدة من أهمها:
| المسيحية والأديان الأخرى | وتنظر الكنيسة بعين الاعتبار أيضًا إلى المسلمين الذين يعبدون معنا (أي مع المسيحيين) الإله الواحد الحي القيوم الرحيم الضابط الكل خالق السماء والأرض المكلم البشر؛ ويجتهدون (أي المسلمين) في أن يخضعوا بكليتهم لأوامر الله الخفية، كما يخضع له إبراهيم الذي يُسند إليه بطيبة خاطر الإيمان الإسلامي؛ وهم يجلون يسوع كنبي وإن لم يعترفوا به كإله، ويكرمون مريم أمه العذراء كما أنهم يدعونها أحيانًا بتقوى؛ علاوة على ذلك أنهم ينتظرون يوم الدين عندما يثيب الله كل البشر القائمين من الموت؛ ويعتبرون أيضًا الحياة الأخلاقية ويؤدون العبادة لله لا سيما بالصلاة والزكاة والصوم. وإذا كانت قد نشأت، على مر القرون، منازعات وعداوات كثيرة بين المسيحيين والمسلمين، فالمجمع المقدس (أي الفاتيكاني الثاني) يحض الجميع على أن يتناسوا الماضي وينصرفوا بالخلاص إلى التفاهم المتبادل، ويصونوا ويعززوا معًا العدالة الاجتماعية والخيور الأخلاقية والسلام والحرية لفائدة جميع الناس. | المسيحية والأديان الأخرى |

من جهة أخرى، كانت هناك مظاهر من التعايش السلمي والتفاعل والتبادل الحضاري والاجتماعي بين المسيحيين في ديار الإسلام والمسلمين، كما وكان للمسيحيين المشارقة دورٌ كبير في بناء الحضارة الإسلاميَّة في مختلف المجالات. وعلى مدار التاريخ، كان هناك تبادل حضاري وإنساني بين العالمين المسيحي والإسلامي. العالم الإسلامي هو موطن لبعض أقدم المجتمعات المسيحية في العالم، وبعض أهم مدن العالم المسيحي - بما في ذلك ثلاثة من البطريركيات الخمس الكبرى (الإسكندرية وأنطاكية والقسطنطينية). يتفق العلماء والمفكرون على أن المسيحيين قدموا مساهمات كبيرة في الحضارة العربية والإسلامية منذ دخول الإسلام، وكان لهم تأثير كبير في المساهمة في ثقافة الشرق الأوسط وشمال إفريقيا ومناطق أخرى. تُشير تقديرات مركز بيو للأبحاث إلى أنه في عام 2010، كان أكثر من 64 مليون مسيحي يعيشون في بلدان ذات أغلبية مسلمة (باستثناء نيجيريا). توصلت دراسة مركز بيو للأبحاث إلى أن إندونيسيا (21.1 مليون) تضم على أكبر عدد من المسيحيين في العالم الإسلامي، تليها مصر وتشاد وكازاخستان.

## المسيحية والدرزية

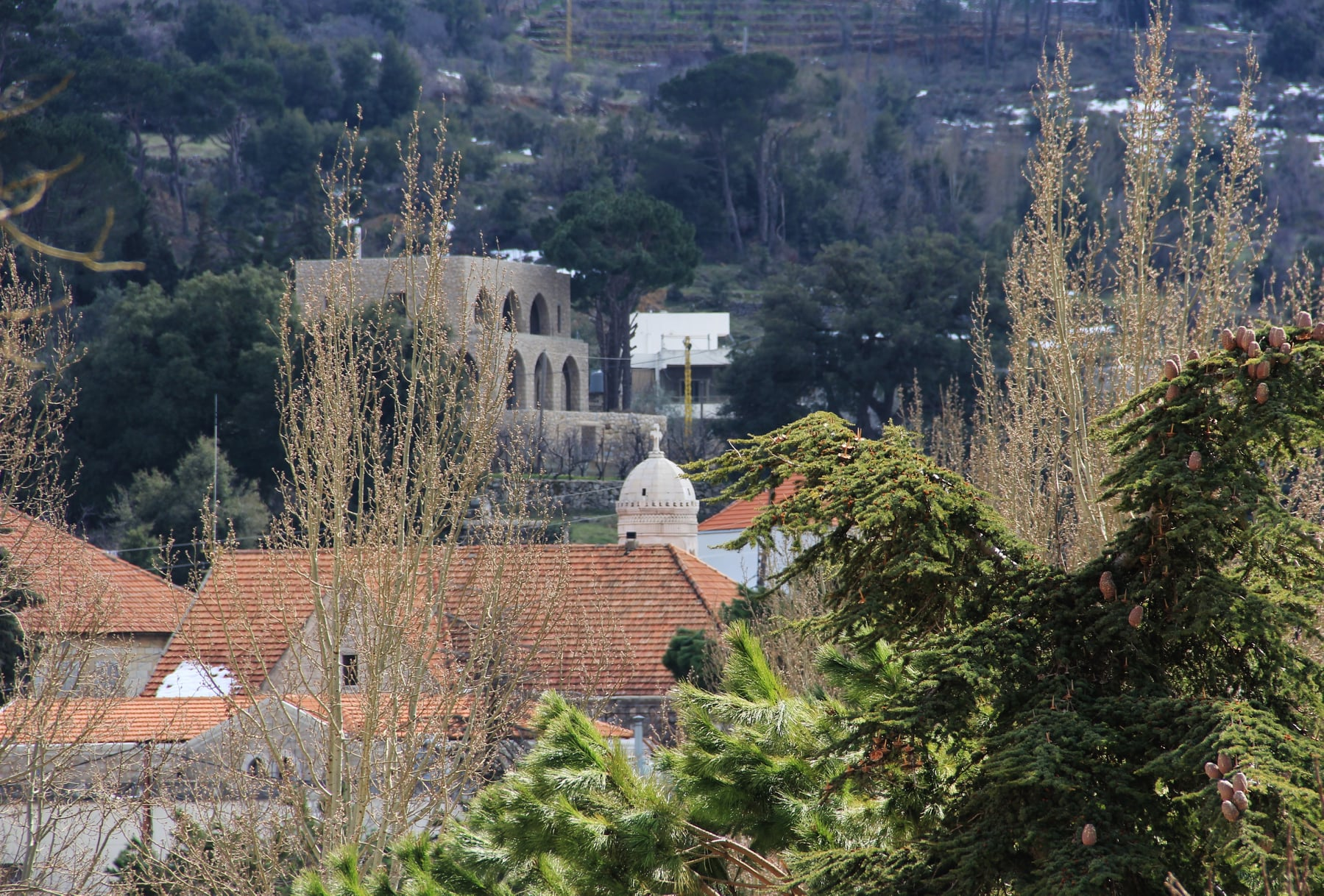
كنيسة مسيحية وخلوة درزية في الشوف: يتعايش المسيحيين والدروز في العديد من بلدات بلاد الشام.

تاريخيًا كانت العلاقات بين المسيحيين والدروز وديّة إلى حد كبير وكان يسود الإنسجام والتعايش السلمي بين الطائفتين على الغالب، بإستثناء بعض الفترات القليلة بما في ذلك الفتنة الطائفية الكبرى لعام 1860 وما نجم عنها من مذابح في جبل لبنان ودمشق وسهل البقاع وجبل عامل بين المسلمين والمسيحيين عمومًا، والدروز والموارنة خصوصًا. كان تحول الدروز إلى المسيحية ممارسة شائعة في منطقة الشام، وعلى مر القرون، اعتنق عدد من الدروز المسيحية، مثل بعض أفراد سلالة آل شهاب، بالإضافة إلى عشيرة أبي اللمع النافذة.
أدى الاتصال والتقارب والتجاور بين الطوائف المسيحية (الموارنة، والروم الأرثوذكس، والروم الملكيون الكاثوليك، وكنائس أخرى) والموحدين الدروز في سوريا ولبنان وإسرائيل، إلى وجود بلدات وقرى مشتركة ومختلطة بين المسيحيين والدروز في جبل لبنان، والشوف، وجبل الدروز وفي منطقة الجليل، وجبل الكرمل وهضبة الجولان. أسس كل من الموارنة الكاثوليك والدروز لبنان الحديث في أوائل القرن الثامن عشر، من خلال النظام الحاكم والاجتماعي المعروف بـ «الثنائية المارونية - الدرزية» في متصرفية جبل لبنان.
تُعلم العقيدة الدرزية أنَّ المسيحية يجب «تقديرها ومدحها» لأن كُتّاب الإنجيل يعتبرون «حاملي الحكمة». تتضمن عقيدة الموحدين الدروز بعض العناصر المسيحية، بالإضافة إلى تبني عناصر مسيحية في رسائل الحكمة. ويتضمن القانون الدرزي القانوني وسائل الحكمة العهد القديم، والعهد الجديد، والقرآن والأعمال الفلسفية لأفلاطون وتلك التي تأثرت من سقراط من بين أعمال الديانات والفلاسفة الآخرين.

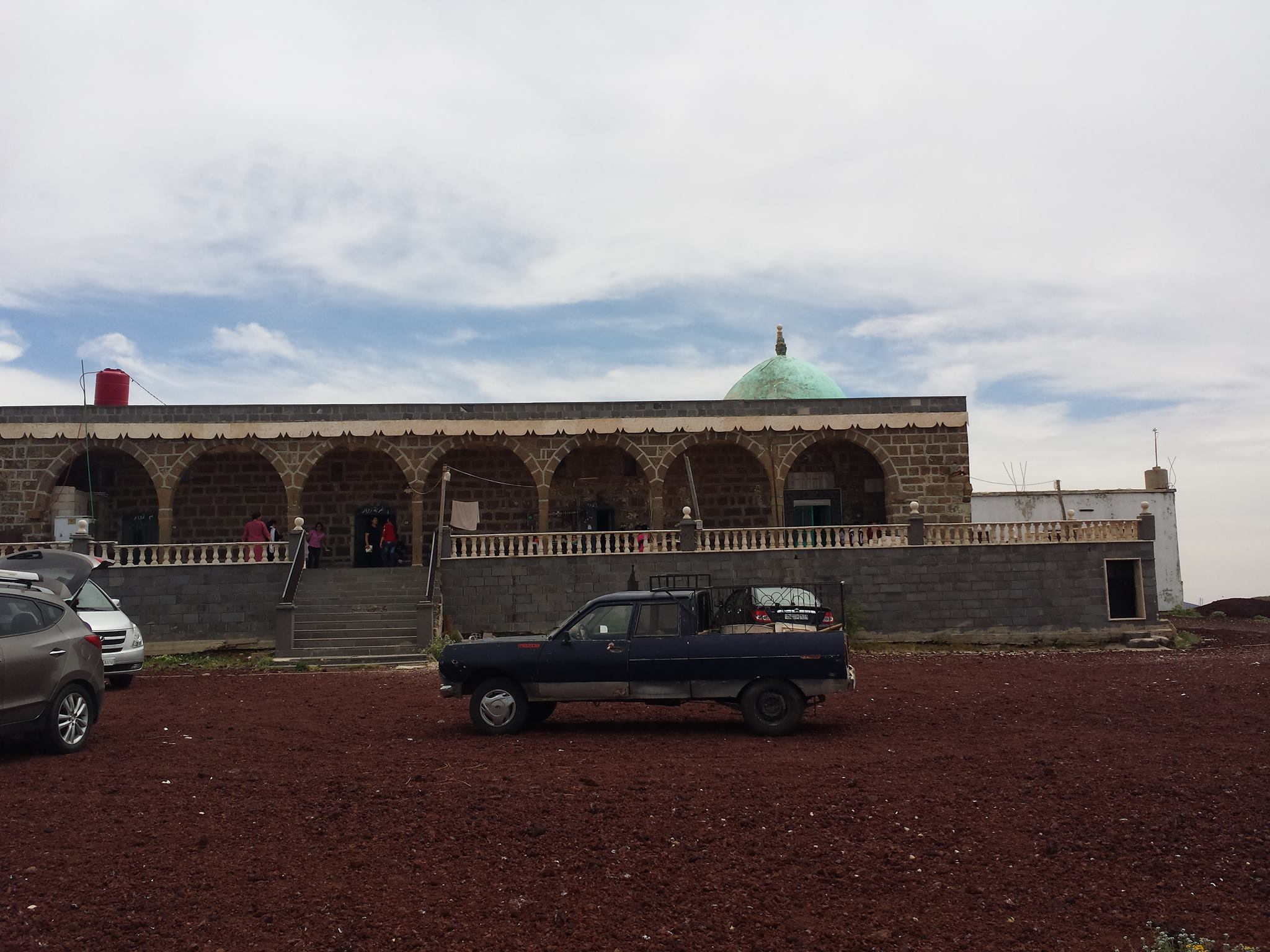
مقام السيد المسيح الدرزي في محافظة السويداء: يعطي مذهب التوحيد الدرزي مكانة بارزة ليسوع.

على صعيد المقارنة الدينيّة لا تؤمن الطوائف المسيحية الرئيسية بالتناسخ، أي أن الأرواح البشرية تتناسخ أو تتقمص، وذلك على خلاف معتقدات الدروز كما أن المسيحيّة ديانة تبشيرّية وذلك على خلاف الدروز حيث أغلقوا باب اعتناق المذهب. في حين أن أوجه التشابه تتمثل في وجهة النظر الدروز والمسيحيين للزواج والطلاق، إلى جانب الإيمان بوحدانية الله والظهور الإلهي. لا تتطلب كل من الطوائف المسيحية السائدة والدروز ختان الذكور، على الرغم من ممارسة ختان الذكور بشكل شائع في العديد من البلدان ذات الغالبية المسيحية والعديد من المجتمعات المسيحية، وعدد من الكنائس المسيحية الشرقية مثل المسيحية القبطية وكنيسة التوحيد الأرثوذكسية الإثيوبية وكنيسة التوحيد الأرثوذكسية الإريترية كطقوس عبور. كما يُمارس الدروز على نطاق واسع ختان الذكور، كتقليد ثقافي، والذي ليس له أي أهمية دينية في العقيدة الدرزية. بعض الدروز لا يختنون أطفالهم الذكور، ويرفضون ممارسة هذا الطقس.
كلا العقيدتين تعطي مكانة بارزة ليسوع: في المسيحية، يسوع هو الشخصية المركزية، ويُنظر إليه على أنه المسيح. بالنسبة للدروز، فإن يسوع هو المسيح وهو نبي مهم من نبي الله، كونه من بين الأنبياء السبعة (بمن فيهم محمد) الذين ظهروا في فترات مختلفة من التاريخ. يُقدس الدروز يسوع «ابن يوسف ومريم» وتلاميذه الأربعة الذين كتبوا الأناجيل، ووفقًا للمخطوطات الدرزية، فإن يسوع هو الإمام الأكبر وتجسد العقل المطلق (العقل) على الأرض والمبدأ الكوني الأول (الحد)، ووفقًا للمعتقدات الدرزيَّة يٌعتبر يسوع وحمزة بن علي بن أحمد الزَّوزَني تجسيدًا لواحد من خمس قوى سماوية عظيمة، والتي تُشكل جزءًا من نظامهم. في التقليد الدرزي، يُعرف يسوع بثلاثة ألقاب: «مسيح الحق»، و«مسيح الأمم»، و«مسيح الخطاة». ويرجع هذا، على التوالي، إلى الاعتقاد في الديانة الدرزية بأن يسوع قد أوصل رسالة الإنجيل الحقيقية، والاعتقاد بأنه كان مخلص جميع الأمم، والاعتقاد بأنه من يغفر الخطايا.
كلا الديانتين تكرمان يوحنا المعمدان، والقديس جرجس، وإيليا أو كما يسمى عند الدروز بالخُضر، ولوقا الإنجيلي، وأيوب وغيرها من الشخصيات المشتركة المقدسة والمبجلة في العديد من الطوائف المسيحية ومذهب التوحيد الدرزي. وتعتبر شخصيات العهد القديم مثل آدم ونوح وإبراهيم وموسى من أنبياء الله المهمين في الإيمان الدرزي، كونهم من بين الأنبياء السبعة الذين ظهروا في فترات مختلفة من التاريخ. ويذكر الكتاب المقدس النبي شعيب وهو النبي الرئيسي في مذهب التوحيد، أنه بٌعث لأهالي قوم مدين وصاهر النبي موسى.

## المسيحية والبهائية
تعتبر الديانة البهائية يسوع ومحمد بن عبد الله وجواتاما بوذا وآخرين بأنهم جميعًا أنبياء لله، وبينما يوجد هناك وجهات نظر بهائية تتفق مع تلك المسيحية عن يسوع فإن المسيحيين يرفضونها تمامًا. وتعتبر التعاليم البهائية أن يسوع هو مظهر من مظاهر الله، وهو المفهوم البهائي للأنبياء - الوسطاء بين الله والبشريّة، ليكون بمثابة الرسول الذي يعكس صفات الله. ويُؤمن البهائيون بالولادة العذرية والصلب، لكنهم يرون أن قيامة ومعجزات يسوع رمزية. يشترك البهائيون مع المسيحية في بعض الآراء فيما يتعلق بالسلوك الأخلاقي وغير الأخلاقي. يدين ويرفض كل من البهائيون والمسيحيون تعدد الزوجات، والجنس قبل الزواج، وممارسات المثلية الجنسية.

## المسيحية والسامرية
الطائفة السامريَّة هي مجموعة عرقية دينية تنتسب إلى بني إسرائيل وتختلف عن اليهود إذ يتبعون الديانة السامرية المناقضة لليهودية، ويُقدر عدد أفرادها بحوالي 820 شخصاً موزعين بين قرية لوزة في نابلس ومنطقة حولون بالقرب من تل أبيب. ويظهر السامريون في الأناجيل المسيحية، وعلى الأخص في قصة المسيح والمرأة السامرية ومثل السامري الصالح.
يعتبر بداية العصر البيزنطي المسيحي بمثابة العصر الذهبي للطائفة السامرية، لكن خلال القرنين الخامس والسادس أطلق السامريون ثورات في مقاطعة فلسطين الأولى البيزنطية، حيث أدّى نزاع بين سكان المدينة من السامريين والمسيحيين إلى بروز عدد من الانتفاضات السامرية ضد الحكم البيزنطي. تميزت الثورات بالعنف الشديد من كلا الجانبين، وقد أدى قمعها على أيدي البيزنطيين وحلفائهم الغساسنة المسيحيين إلى إنخفاض عدد السكان السامريين بشدة حيث أعتنق الكثير من السامريين الديانة المسيحية. في عام 1020 تعرض كل من السامريين والمسيحيين واليهود للإضطهاد الشديد من الخليفة الحاكم بأمر الله الفاطمي. أثناء الحملات الصليبية، كان السامريون، مثل السكان المسيحيين غير اللاتينيين في مملكة بيت المقدس، مواطنين من الدرجة الثانية، لكن تم التسامح معهم وربما تم تفضيلهم لأنهم كانوا مُطعين وقد ورد ذكرهم بشكل إيجابي في العهد الجديد المسيحي. كما سمح لهم ببناء معبد جديد لهم في عام 1130.

## المسيحية والأديان الأخرى

تاج مصر العليا والسفلى

لم يحصل احتكاك مبكر بين المسيحية وديانات الشرق الأقصى، وعندما حصل هذا الاحتكاك خلال العصور الوسطى تزامنًا مع الحركات الاستكشافية في عصر النهضة تنوعت ردة الفعل بين الترحيب الشديد والإقبال على اعتناقها وبين الحظر والاضطهاد كما حصل في اليابان (الكاكوري كيريشتيان) والصين، في العصور الحديثة وسمت هذه العلاقة بالديبلوماسية وتبادل الزيارات بين القيادات الدينية على أعلى المستويات، وكان المجمع الفاتيكاني الثاني أشار إلى البوذية الهندوسية بوصفهما دينين يسعيان ”للاستشراق السامي“.
أما في علاقة المسيحية بالأديان المندثرة، ففيما يخص أديان السكان الأصليين لأمريكا الوسطى وأمريكا الجنوبية، فبالرغم من تقلص اعدادهم بشكل كبير نتيجة لفقر مناعتهم للأمراض التي جلبها المستعمرون، إلا أن البابا بيوس الثالث كان قد دعا بالمنشور البابوي ”الله الأسمى“ سنة 1537 إلى احترام السكان الأصليين وحقوقهم معلنًا أنهم بشر، على عكس ما كان سائدًا من اعتقاد، ودعا إلى الاهتمام بدعوتهم لاعتناق المسيحية. أما فيما يخص الأديان القديمة فمن المعروف أن المسيحية قد عانت الاضطهادات على يد الديانة الرسمية في الإمبراطورية الرومانية ممثلة بعبادة القيصر. فإلى جانب الاضطهادات المتبادلة حصلت تمازجات ثقافية عديدة، فقد أدى اعتناق الرومان والإغريق للمسيحية بأعداد كبيرة إلى انتقال بعض تقاليدهم الدينية إليها، على سبيل المثال إيقاد شمعة الشموع داخل الكنائس طلبا للشفاعة وفن رسم الأيقونات وتواريخ بعض الأعياد المسيحية كعيد ميلاد يسوع المسيح. كما أثرت الفلسفة الإغريقية بشكل كبير في المسيحية الغربية، كما يظهر من كتابات لاهوتييها الأوائل.
يجب أن يؤخذ بعين الاعتبار أيضًا العادات من الديانات الفرعونية والبابلية القديمة والتي نفذت إلى الديانة اليهودية ومنها إلى المسيحية، كبناء الكنيسة الذي يشبه بناء هيكل سليمان المأخوذ بدوره عن المعابد المصرية، وبعض هذه العادات نفذت لاحقًا إلى الإسلام أيضًا، كالوصايا العشر المقتبسة من كتاب الموتى الفرعوني المقدس، وظهرت بشكل أو آخر في الديانات الثلاثة، إلى جانب إقامة أربعين الميت وغيرها.

### المسيحية والبوذية
كانت المقارنات، وما زالت، تُرسم بين البوذية والمسيحية وربما أثرت البوذية على بداية المسيحية. بدأ أشوكا إمبراطور الهند بإرسال المبشرين البوذيين إلى سوريا، ومصر، واليونان منذ العام 250 ق.م وربما ساعدوا في الاستعداد لأخلاقيات المسيح. أشار آخرون إلى فروقات كبرى بين الديانتين بدءًا من منزلة التوحيد في صميم المسيحية، وميل البوذية ناحية اللاألوهية (عدم أهمية وجود إله خالق) ما يتعارض مع التعاليم المتعلقة بالله في المسيحية؛ وصولًا إلى أهمية النعمة في المسيحية مقابل رفض التدخل في الكارما في مذهب تيرافادا البوذي، إلخ.
كان بعض المسيحيين الأوائل على دراية بالبوذية التي كانت تُمارس في كلتا الإمبراطوريتين اليونانية والرومانية في فترة ما قبل المسيحية. رفضت غالبية الدراسات المسيحية المعاصرة أي أساس تاريخي لرحلات يسوع إلى الهند أو التبت ورأت المحاولات التي تتناول الموضوع برمزية موازية كحالات من ظاهرة جنون التوازي التي تغالي في التشابه. مع ذلك، كان التوفيق بين المسيحية النسطورية (كنيسة المشرق) والبوذية في الشرق منتشرًا على طول طريق الحرير في العصور القديمة والوسطى، وكان واضحًا على وجه الخصوص في كنيسة الشرق القروسطية في الصين، كما تشهد الوثائق النسطورية.
على الرغم من التشابهات السطحية غير الأكاديمية، فإن لدى البوذية والمسيحية اختلافات أساسية وجوهرية في أعمق المستويات، بدءًا من وجود التوحيد في صميم المسيحية وتوجه البوذية نحو اللاألوهية ورفضها لمفهوم الإله الخالق؛ الأمر الذي يتعارض مع تعاليم المسيحية عن الله، وصولًا إلى أهمية النعمة في المسيحية مقابل رفض التدخل في الكارما في مذهب التيرافادا، وما إلى ذلك.
تؤكد الصور الرمزية المركزية لكل من التقليدَين على الاختلاف بين هيكلَي معتقداتهما، إذ يتناقض الموت السلمي لغوتاما بوذا في شيخوخته مع الصورة القاسية لصلب يسوع كذبيحة راغبة في التكفير عن خطايا البشرية. يرى علماء البوذيين مثل ماساو آبي مركزية الصلب في المسيحية باعتبارها فجوة غير قابلة للتوفيق بين نظامي المعتقدين.